# شروق الشلواطي
شروق الشلواطي من مواليد 6 يوليو 1992 بمدينة فاس المغرب هي سيدة أعمال وممثلة وعارضة أزياء مغربية. وأول مغربية تتوج بلقب ملكة جمال العرب  سنة 2014  منذ بداية المسابقة سنة 2006 كما تم اختيارها سنة 2015 للمشاركة في مسابقة ملكة جمال الكون للسلم والإنسانية العالمية في البرازيل.

## مسارها

### مسارها المهني
- ملكة جمال العرب سنة 2014
- ملكة جمال الكون للسلم والإنسانية العالمية في 2015

### مسارها الدراسي
- بكالوريا علوم الحياة والأرض مع مرتبة الشرف
- السنة الأولى في مدرسة مصرفية بالموازاة قبولها في كلية لدراسة إدارة الأعمال الدولية
- شهادة البكالوريوس في الإدارة الأعمال الدولية
- الدراسات العليا ماجستير أول في إدارة الأعمال
- الدراسات العليا ماجستير ثاني في إدارة الأعمال

## أعمالها
- سلسلة مرحبا بصحابي[6]